# Stenopogon jubatoides
Stenopogon jubatoides là một loài ruồi trong họ Asilidae. Stenopogon jubatoides được Bromley miêu tả năm 1937. Loài này phân bố ở vùng Tân Bắc giới.